# پریسا تشکری
پریسا تشکری (زادهٔ ۲۰ خرداد ۱۳۵۲ در تهران) طراح گرافیک، مدیر هنری، استاد دانشگاه و از هنرمندان برجستهٔ ایرانی در حوزهٔ هنرهای تجسمی است. او فارغ‌التحصیل مقطع کارشناسی و کارشناسی ارشد طراحی گرافیک از دانشکده هنر و معماری دانشگاه آزاد اسلامی تهران مرکز است.
تشکری در کنار تدریس دانشگاهی، سال‌ها به‌صورت حرفه‌ای در زمینهٔ طراحی گرافیک، به‌ویژه طراحی پوستر، جلد کتاب، و طراحی هویت بصری فعالیت کرده‌است. او همچنین در حوزهٔ ارتباط تصویری، به‌عنوان یکی از چهره‌های شناخته‌شده و تاثیرگذار در ایران شناخته می‌شود.
== زندگی حرفه‌ای == او از سال ۱۳۸۰ به‌صورت رسمی وارد فضای حرفه‌ای طراحی گرافیک شد و در نمایشگاه‌ها و فستیوال‌های داخلی و خارجی بسیاری شرکت کرده‌است. بین سال‌های ۱۳۹۱ تا ۱۳۹۴، عضو هیئت مدیرهٔ انجمن صنفی طراحان گرافیک ایران بود و مسئولیت بخش نمایشگاه‌های این انجمن را بر عهده داشت.
== فعالیت بین‌المللی == پریسا تشکری با شرکت در رویدادهای بین‌المللی مانند Ekoplagat، COW، و Fourth Block توانسته جوایز متعددی را کسب کند. آثار او در نمایشگاه‌های بین‌المللی در کشورهای اوکراین، اسلواکی، لهستان و چین به نمایش درآمده‌اند.

## جوایز و افتخارات
دو دیپلم افتخار از فستیوال بین‌المللی تصویرسازی COW، اوکراین، ۱۳۸۶
جایزهٔ سوم سه‌سالانهٔ بین‌المللی پوستر ’۰۵ Ekoplagat، اسلواکی، ۱۳۸۴
دیپلم افتخار از مجلهٔ تندیس به خاطر طراحی لوگوتایپ، ایران، ۱۳۸۴
جایزهٔ سوم هشتمین دوسالانه بین‌المللی پوستر تهران، ایران، ۱۳۸۴
دیپلم افتخار از سه سالانه بین‌المللی پوستر Fourth Block، اوکراین، ۱۳۸۲
جایزهٔ بخش گرافیک از نمایشگاه بازیافت، ایران، ۱۳۸۱

== نگاه هنری == تشکری در آثار خود به مسائل اجتماعی، زیست‌محیطی و فرهنگی توجه ویژه‌ای دارد. او معتقد است طراحی گرافیک ابزاری برای ارتقای آگاهی عمومی است و از طریق هنر می‌توان به تغییر اجتماعی کمک کرد.

== منابع == 
(فهرست منابع در متن اصلی حفظ شده است)